# Central Equipment Identity Register
Центральный реестр идентификаторов оборудования (Central Equipment Identity Register, CEIR) — это база данных, содержащая списки идентификаторов мобильного оборудования (IMEI — для сетей стандарта GSM, MEID — для сетей стандарта CDMA). Идентификатор присваивается каждому SIM-слоту мобильных устройств.
Списки могут быть:
- белые — для устройств, которым разрешена регистрация в сотовой сети,
- чёрные — для устройств, которым запрещена регистрация в сотовой сети,
- серые — для устройств в промежуточном статусе (пока не определено, в какой из списков — чёрный или белый — должно быть помещено устройство).

В зависимости от правил регистрации мобильного оборудования в стране кроме IMEI, в базе данных CEIR могут содержаться и другие списки или поля. Например, абонентский номер (MSISDN), который привязан к данному IMEI, паспортные данные физлица, которое регистрировало IMEI в базе данных, реквизиты импортёра, который ввёз устройство в страну и т. п.
Изначально аббревиатурой CEIR называлась база данных IMEI, созданная и поддерживаемая Ассоциацией GSM. В её чёрный список предлагалось вносить IMEI украденных или утерянных телефонов. Предполагалось, что любой оператор связи сможет получать этот список, чтобы блокировать регистрацию таких устройств в своей сети. Таким образом, получится, что украденный телефон, однажды внесённый в чёрный список CEIR от GSMA, нельзя будет использовать в большом количестве сотовых сетей, а значит, кража мобильных устройств станет бессмысленной. Однако вскоре выяснилось, что операторы по личной инициативе так делать не собираются, так как если множество телефонов перестало работать в их сети, но работает в другой, то это ставит их в невыгодное положение и может привести к оттоку абонентов. Стало понятно, что блокировка в сотовой сети украденных устройств должна вводиться одновременно во всех сетях страны законодательными мерами по инициативе регулятора в области связи. При этом, как правило, создают национальную базу идентификаторов IMEI, которая содержит общие списки заблокированных IMEI. Так как непосредственно блокировка регистрации в сети сотового оператора производится узлом сети, который называется EIR (Equipment Identity Register), то систему, которая содержит национальную базу IMEI, стали называть Central EIR (CEIR). Во избежание путаницы базу данных Ассоциации GSM переименовали в IMEI Database — IMEI DB (это произошло в 2003—2008 гг., см. раздел «Document History» в IMEI Database File Format Specification). Также иногда общую базу данных IMEI для нескольких EIR называют SEIR (Shared EIR).
CEIR в каждой стране может по-разному взаимодействовать с IMEI DB. Национальный CEIR может вообще не обмениваться данными с IMEI DB. Отдельно решается, будет ли CEIR передавать в IMEI DB сведения о своём чёрном списке (какие IMEI помещены в него или удалены оттуда). При получении чёрного списка из IMEI DB регулятор решает, от каких стран он будет его получать (IMEI DB хранит информацию, кто именно поместил IMEI в чёрный список). Например, можно получать список от соседних стран, от стран своего региона, со всего мира.
Кроме чёрного списка GSMA занимается формированием списка IMEI, выделенных производителям для использования в своих устройствах. Производителю для каждой новой модели выделяется как минимум один TAC-код, состоящий из 8 цифр, к которому он для получения IMEI может добавлять 6-значный серийный номер. Таким образом, с одним TAC-кодом производитель может выпустить до 1 млн устройств с уникальным IMEI. Обычно CEIR получает от GSMA список выделенных TAC, так как, если первые 8 цифр IMEI устройства отсутствуют в этом списке — это признак того, что оно контрафактное.
Если центральная база идентификаторов работает не с GSM-сетями, а с CDMA, то для тех же целей необходимо взаимодействовать с другой всемирной базой данных, которая содержит идентификаторы MEID — MEID Database.
Система, которая непосредственно блокирует регистрацию мобильного устройства в сотовой сети — EIR. Каждый сотовый оператор должен иметь один или более узлов EIR, на которые при регистрации устройства в сети отправляются запросы проверки IMEI (CheckIMEI). Типичная схема взаимодействия EIR и CEIR такова:
1. CEIR, используя различные источники данных и проверки, накапливает в себе чёрные, белые и серые списки.
2. Эти списки периодически передаются на все EIR.
3. EIR использует их при обработке каждого запроса CheckIMEI, чтобы определить, пускать устройство в сеть или нет.

EIR тоже может передавать данные в базу данных CEIR. Обычно из EIR в CEIR передаются изменения в сером списке — новые IMEI в сети, которых нет ни в одном списке.
Кроме синхронизации списков в нескольких сетях основной функцией CEIR является реализация сценариев внесения изменений в эти списки. При этом обычно требуется взаимодействие с различными ИТ-системами (базами данных) других организаций и/или с абонентами. Примеры таких сценариев:
- Внесение в белый список IMEI устройств, ввезённых импортёром.
- Внесение в белый список IMEI устройств, произведённых внутри страны.
- Внесение в белый список IMEI устройств, ввезённых физическими лицами.
- Внесение в чёрный список IMEI украденного/утерянного устройства.
- Привязка IMEI к номеру абонента и, наоборот, отвязка IMEI от абонента.

### Результаты внедрения системы
Целями и результатами внедрения CEIR в стране обычно являются:
- Снижение краж мобильных устройств в стране.
- Снижение ввоза устройств, украденных в других странах.
- Снижение присутствия на рынке контрафактных устройств (контрафактными обычно считаются устройства с пустыми IMEI, с некорректными IMEI, а также с изменёнными IMEI).
- Снижение незаконного импорта мобильных устройств (повышение сборов таможенных пошлин).

Кроме того CEIR чаще всего способствует решению таких задач:
- Борьба с различными схемами мошенничества посредством мобильной связи.
- Получение более точной статистики о состоянии рынка мобильной связи для регулятора.
- Борьба с терроризмом (возможность заблокировать работу устройства сразу во всех сетях страны).

Известные результаты, достигнутые в различных странах:
- Великобритания — снижение количества краж мобильных устройств[4].
- Турция — снижение количества краж мобильных устройств, новые поступления в бюджет от регистрации IMEI[5][6].
- Узбекистан - предотвращение чёрного импорта мобильных устройств на 98 %, увеличение поступлений от импорта мобильных устройств на 700 %[7].
- Кения — очистка рынка от контрафактных устройств[5][6].
- Азербайджан — очистка рынка от контрафактных устройств[5].
- Украина — доля законно ввезенных мобильных терминалов возросла до 95 %, получение дополнительных доходов в бюджет[5][6].

### Производители систем CEIR и EIR
Ряд стран при разработке CEIR для своей страны прибегли к услугам местных разработчиков (Великобритания, Турция, Индия, Азербайджан). Также есть ряд компаний, которые предлагают своё решение, уже установленное хотя бы в одной стране: Invigo, Mediafon Datapro, PortingXS, Qualcomm, российские вендоры — Eastwind, Svyazcom.
Узел EIR является системой, которая описана в стандартах сотовых сетей 2G-5G. Такая система может быть установлена в сети оператора, даже если в ней не используется чёрный список, и в стране нет CEIR. Наиболее распространёнными поставщиками EIR являются компании BroadForward, Mahindra Comviva, Mavenir, Nokia, Eastwind, Svyazcom. Некоторые поставщики ядра сигнальной сети оператора включают узел EIR в состав комплексного решения. Однако его стандартных возможностей обычно не хватает для соответствия специфичным требованиям при внедрении CEIR в стране.